# Ermida de Santo António (Santo Aleixo da Restauração)
A Ermida de Santo António está localizada na aldeia de Santo Aleixo da Restauração, Município de Moura. Foi construída provavelmente no séc. XVII. Em 1849 foi recuperada e decorada a cúpula com argamassas relevadas.
É uma capela de nave única, de arquitectura religiosa, popular, vernácula, abobadada com capela-mor quadrada, coberta por domo assente em pendentes, correspondendo a uma tipologia corrente na arquitectura popular do Alentejo. O exterior é de grande austeridade, destacando-se o campanário. O interior é despojado, apenas com a cúpula decorada com argamassas relevadas.
Está integrada numa zona urbana, adossada a oeste a casa de habitação de dois pisos e a norte a casa térrea, precedido por largo empedrado e tendo a Este uma rua.
Em Abril de 2022 foi concluída a obra de requalificação do parque de merendas anexo à ermida, que incluiu trabalhos de limpeza, plantação de várias espécies, a instalação de mobiliário urbano de equipamentos desportivos ao ar livre. Esta intervenção custou cerca de 107 mil euros, que foram parcialmente suportados por fundos europeus.